# Koloniföreningen Dalen

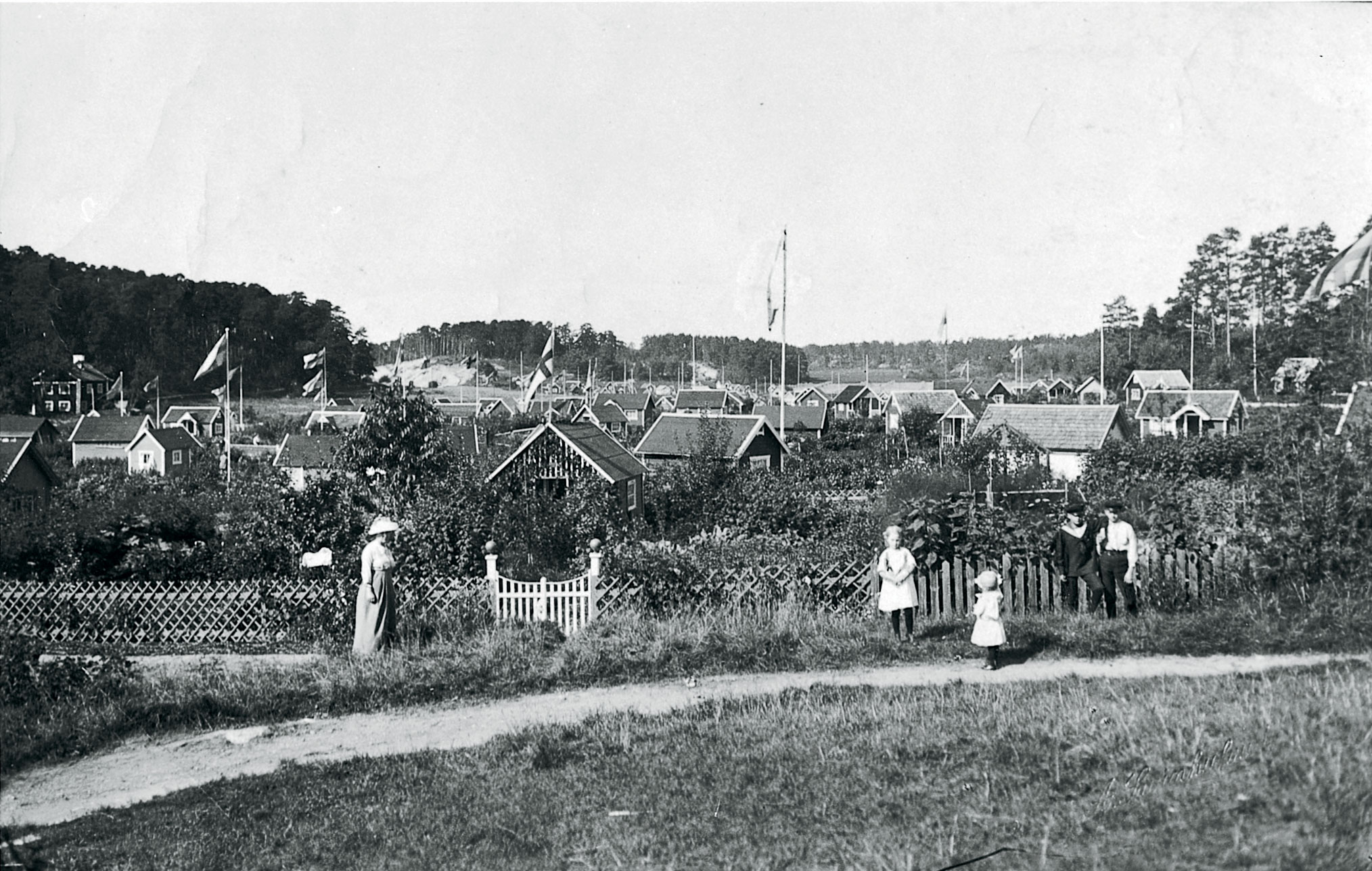
Dalens koloniträdgårdar omkring 1911

Koloniföreningen Dalen är ett koloniområde i stadsdelen Kärrtorp i Söderort i Stockholm. 

## Historik

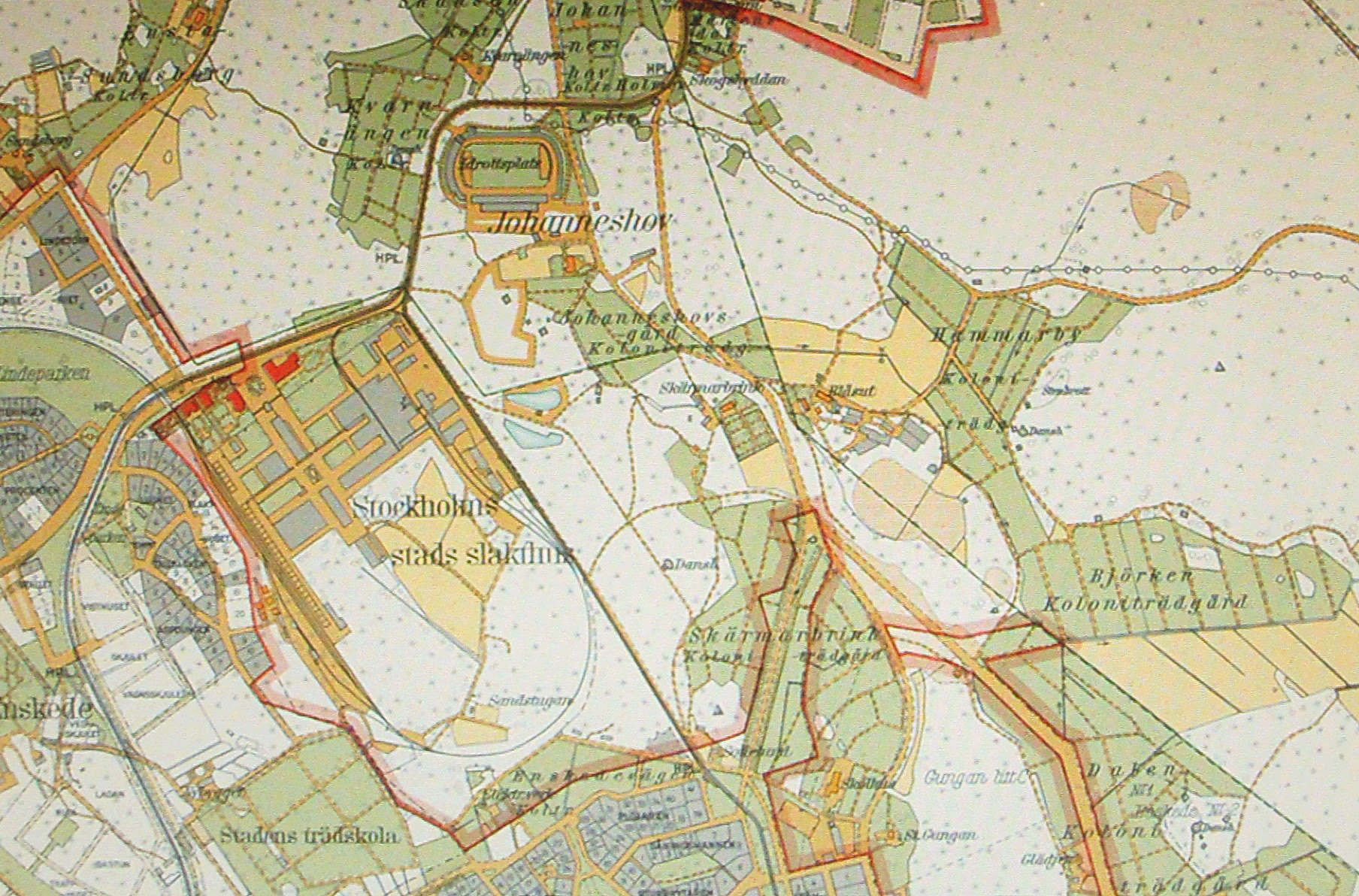
1920-talskarta över området.

I nära omgivning av Dalens koloniområde fanns på 1920-talet flera andra koloniträdgårdar, bland dem Björkens koloniområde, Hammarby koloniträdgård, Johanneshovs koloniträdgård och Skärmabrink koloniträdgård. Det var inte heller långt till nyuppförda "Stockholms stads slakthus".
Området för Dalen anlades 1911 och tillkom efter invigningen av spårvägen till Enskede (nuvarande Enskededalen) 1909. Föreningen hade ursprungligen 352 lotter, på 1960-talet revs flertalet lotter och idag finns 43 stycken kvar.

## Rivning av koloniområdet
Dalens koloniträdgård ligger strax öster om Dalens sjukhus. Det var planerna på 1960-talet att uppföra ett stort sjukhus på platsen, som var anledningen att riva storparten av koloniföreningens lotter och stugor. Rivningen vållade protester  bland Stockholms kolonister. Efter ett stormöte 1969 förstod myndigheterna allvaret bakom kolonisternas ilska. Det beslöts att de gamla koloniområdena i Stockholm skulle upprustas och bevaras samt markeras i stadsplanen som parkområde. 

Efter rivningen av nästan hela Dalens koloniträdgårdar låg området orört i  sju år. De storastilta sjukhusplanerna hade krympt och resulterade i nuvarande sjukhus/sjukhem samt bostadsområdet Dalen.

## Babels hus
Babels hus var en TV-serie från 1981 av Jonas Cornell, baserad på P.C. Jersilds roman med samma namn. Primus Svensson (Carl-Gustaf Lindstedt) får en hjärtinfarkt när han är på väg ut till sin kolonitäppa och läggs in på det jättelika Enskede sjukhus. Enskede sjukhus var det stora sjukhus som planerades på 1960-talet i området Dalen och avsnitten om kolonistugan spelades in i Dalens koloniområde intill.

## Bilder
Dalens koloniområde på sommaren 2010.

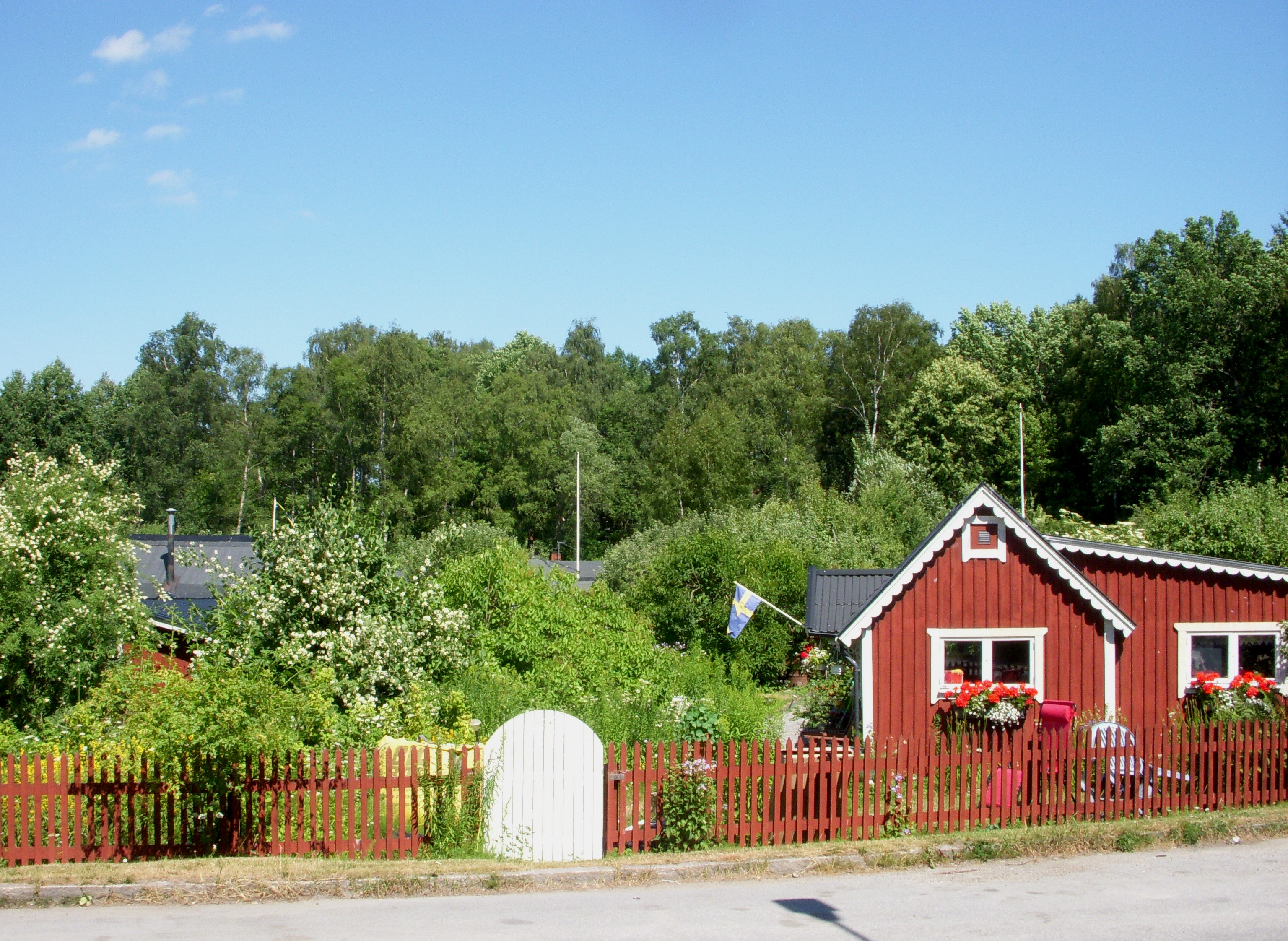
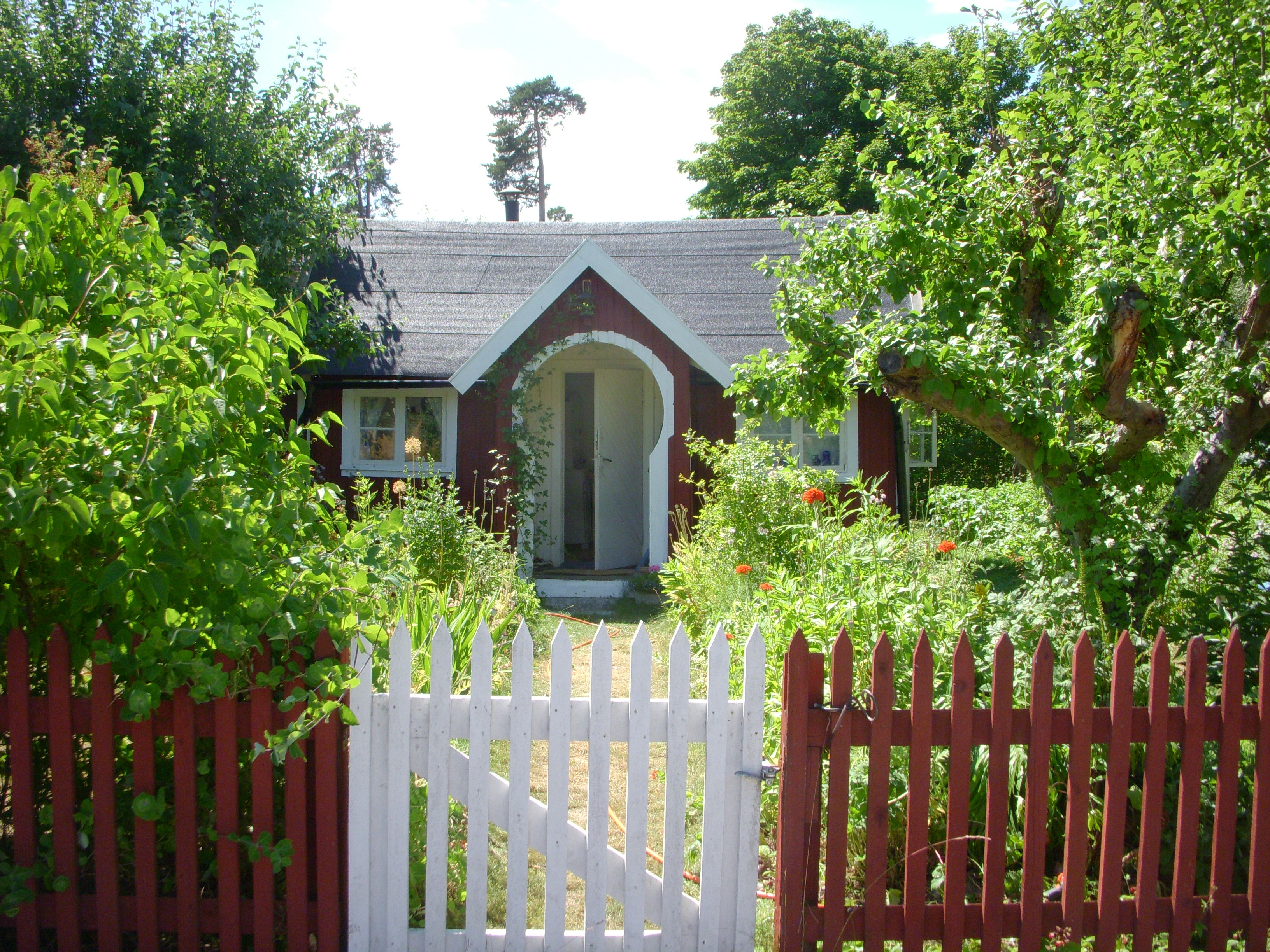
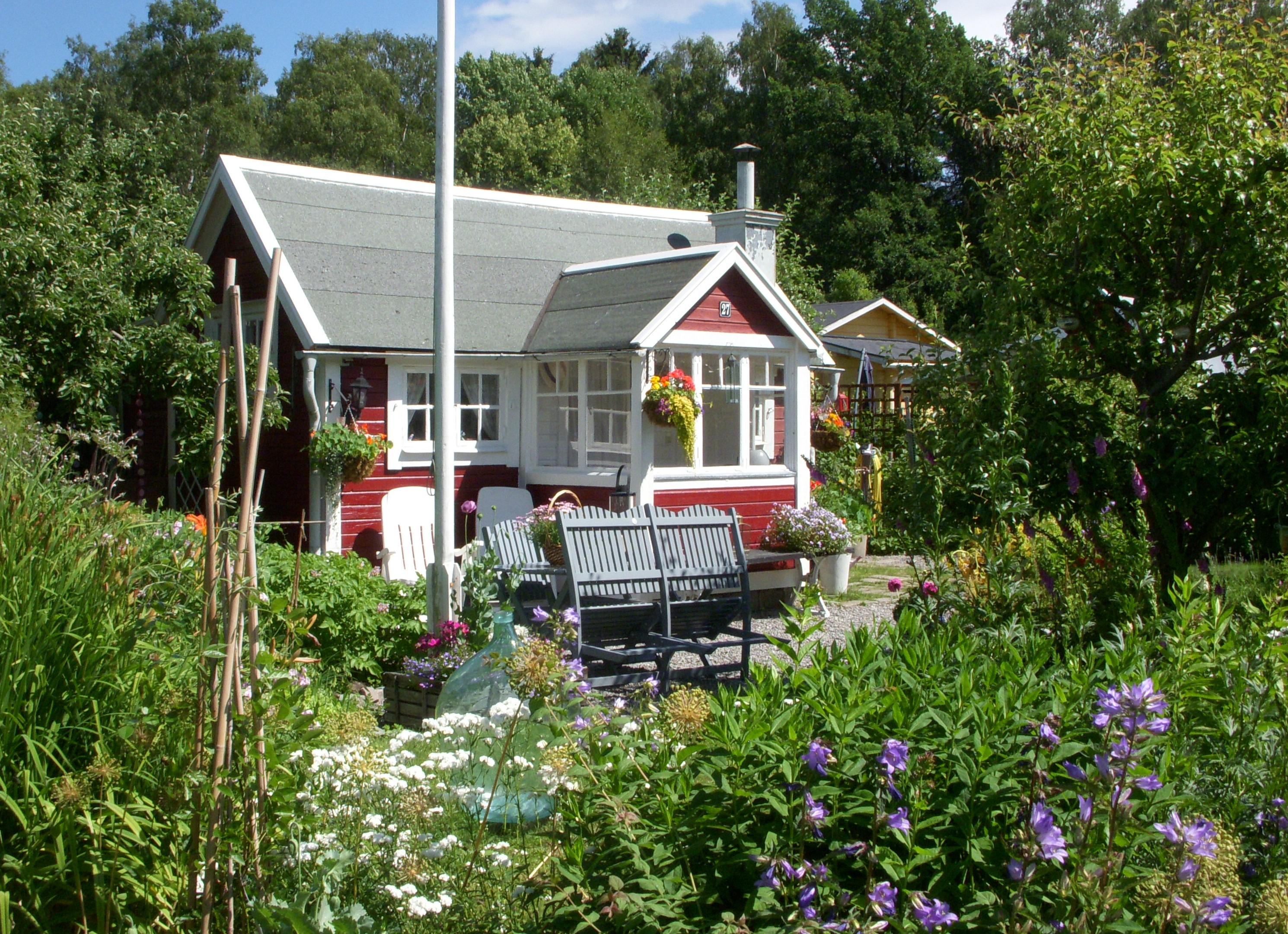
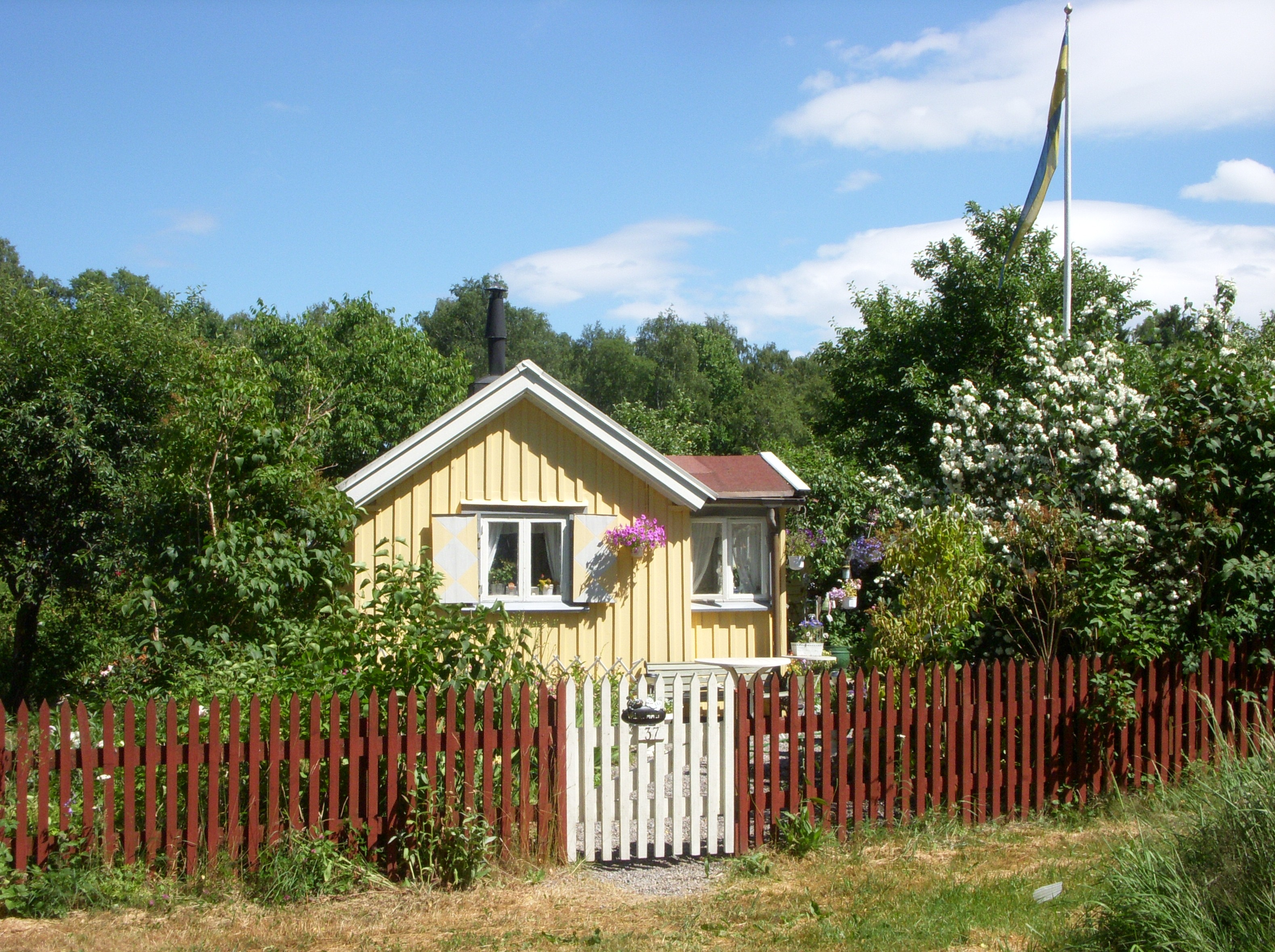